# Tokamak
Tokamak je naprava, ki proizvaja toroidno (v obliki napihnjene zračnice) magnetno polje za omejevanje plazme. To je ena od več vrst naprav za magnetno omejevanje in je trenutno vodilni kandidat za proizvodnjo fuzijske energije. Izraz tokamak je transliteracija ruskega izraza Токамак, ta pa prihaja iz besedne zveze »тороидальная камера с магнитными катушками« (toroidna komora z magnetnimi tuljavami). V 50. letih 20. stoletja sta ga izumila Igor Jevgenjevič Tamm in Andrej Dimitrijevič Saharov.
Značilnosti tokamaka sta azimutna (rotacijska) simetrija in uporaba toka plazme za ustvarjanje spiralne komponente magnetnega polja, ki je potrebna za stabilno ravnovesje. Podobna toroidna naprava za magnetno omejevanje, stelarator, ima petkratno rotacijsko simetrijo, pri tem pa vsa omejujoča magnetna polja proizvajajo zunanje tuljave z neznatnim tokom, ki teče skozi plazmo.

## Zgodovina
Raziskave jedrske fuzije so se opravljale že med drugo svetovno vojno, vendar so bile zaupne narave v skrivnih programih. Šele leta 1955 jim je bila po Mednarodni konferenci o miroljubni uporabi atomske energije Združenih narodov ta zaupnost odstranjena, da so lahko znanstveniki iz različnih držav lahko sodelovali med seboj.
Leta 1968 so na tretji Mednarodni koferenci o fiziki plazme in raziskovanju nadzorovanega zlivanja jeder pod okriljem Mednarodne agencije za jedrsko energijo v ruskem mestu Novosibirsk ruski znanstveniki objavili, da so v napravi tokamak dosegli temperaturo elektrona preko 1 keV (1 elektronvolt je enakovreden 11605 kelvinom). To je presenetilo britanske in ameriške znanstvenike, ki so bili še daleč od tega dosežka. Ostali so skeptični do potrditev z laserskim razprševanjem, ki je potrdil prvotne meritve temperature.
Ker je bila ta zmogljivost veliko boljša od ostalih takratnih naprav, je večina raziskovalnih programov jedrskega zlivanja začela uporabljati tokamake. Tokamak ostaja najbolj obetajoča naprava za ustvarjanje energije iz jedrskega zlivanja, ki se odraža v zasnovi naprave naslednje generacije, ITER.

## Toroidna zasnova
Taka značilna oblika fuzijskega reaktorja je potrebna za proizvodnjo magnetnega polja, ki ima kar se da malo nepravilnosti. Torus (oblika svitka ali napihnjene zračnice) ima posebno topološko lastnost, ki jo npr. sfera nima. Ta problem se imenuje teorem krogle z lasmi, ki pravi da je nemogoče lepo počesati kroglo, poraslo z lasmi, ne da bi na kateri točki lasje štrleli ali manjkali. Ti lasje so analogni črtam magnetnega polja, ki so potrebne v fuzijskem reaktorju. Štrleči ali manjkajoči lasje bi bili enakovredni nestabilnostim v reaktorju. Z lasmi poraščeno obliko zračnice pa lahko lepo počešemo in tako lahko naredimo prilagoditve v magnetnem polju, s katerimi odpravimo nepravilnosti. To omogoča magnetnemu polju, da bolje omeji plazmo.